# 임종기
임종기(林鍾基, 1926년 4월 16일 ~ 2007년 11월 2일)는 대한민국의 정치인이다. 제8·10·11·12대 국회의원을 지냈다. 본관은 나주.

## 약력
- 제8대 (신민당), 제10대 (신민당), 제11대 (민주한국당), 제12대 (민주한국당) 국회의원 (전라남도 목포시,무안군,신안군)
- 민주한국당 원내총무

## 학력
- 1950년 서울대학교 경제학과 학사

## 역대 선거 결과
|  | 54.30% |

|  | 26.29% |

|  | 26.50% |

|  | 33.29% |